# Firework
"Firework" is een nummer van de Amerikaanse zangeres Katy Perry. Het is de derde single van haar derde studioalbum Teenage Dream, en is geproduceerd door Stargate, Sandy Vee en Ester Dean. Het nummer is gebaseerd op On the Road van de Amerikaanse schrijver Jack Kerouac.
Het lied gaat over mensen die zelfvertrouwen krijgen, dit zie je door het "vuurwerk" dat uit hun hart schiet.

## Stijl
"Firework" is een poplied op elektronische invloeden door een (electro)-dancebeat.

## Videoclip
In de videoclip van "Firework" loopt Katy Perry door allerlei straten met vuurwerk. De zangeres kreeg er een MTV Video Music Award voor : Beste Videoclip.

## Tracklist

### Download
1. "Firework" – 3:47

### Andere versies
- "Firework" (The Wideboys Radio Edit) – 3:41
- "Firework" (Liam Keegan Radio Edit) – 3:59
- "Firework" (Liam Keegan Club Mix) – 5:58
- "Firework" (Bombs Away Electro Dubstep Remix) – 6:33
- "Firework" (Stardust Remix) – 3:56
- "Firework" (Rachel Berry/ Lea Michel- glee)

## Hitnoteringen

### Nederlandse Top 40
| Hitnotering: 06-11-2010 t/m 22-01-2011 | Hitnotering: 06-11-2010 t/m 22-01-2011 | Hitnotering: 06-11-2010 t/m 22-01-2011 | Hitnotering: 06-11-2010 t/m 22-01-2011 | Hitnotering: 06-11-2010 t/m 22-01-2011 | Hitnotering: 06-11-2010 t/m 22-01-2011 | Hitnotering: 06-11-2010 t/m 22-01-2011 | Hitnotering: 06-11-2010 t/m 22-01-2011 | Hitnotering: 06-11-2010 t/m 22-01-2011 | Hitnotering: 06-11-2010 t/m 22-01-2011 | Hitnotering: 06-11-2010 t/m 22-01-2011 | Hitnotering: 06-11-2010 t/m 22-01-2011 | Hitnotering: 06-11-2010 t/m 22-01-2011 | Hitnotering: 06-11-2010 t/m 22-01-2011 |
| Week:                                  | 1                                      | 2                                      | 3                                      | 4                                      | 5                                      | 6                                      | 7                                      | 8                                      | 9                                      | 10                                     | 11                                     | 12                                     |                                        |
| -------------------------------------- | -------------------------------------- | -------------------------------------- | -------------------------------------- | -------------------------------------- | -------------------------------------- | -------------------------------------- | -------------------------------------- | -------------------------------------- | -------------------------------------- | -------------------------------------- | -------------------------------------- | -------------------------------------- | -------------------------------------- |
| Positie:                               | 30                                     | 20                                     | 14                                     | 10                                     | 8                                      | 9                                      | 10                                     | 22                                     | 24                                     | 29                                     | 30                                     | 30                                     | uit                                    |

### NederlandseSingle Top 100
| Hitnotering: 30-10-2010 t/m 30-07-2011 | Hitnotering: 30-10-2010 t/m 30-07-2011 | Hitnotering: 30-10-2010 t/m 30-07-2011 | Hitnotering: 30-10-2010 t/m 30-07-2011 | Hitnotering: 30-10-2010 t/m 30-07-2011 | Hitnotering: 30-10-2010 t/m 30-07-2011 | Hitnotering: 30-10-2010 t/m 30-07-2011 | Hitnotering: 30-10-2010 t/m 30-07-2011 | Hitnotering: 30-10-2010 t/m 30-07-2011 | Hitnotering: 30-10-2010 t/m 30-07-2011 | Hitnotering: 30-10-2010 t/m 30-07-2011 | Hitnotering: 30-10-2010 t/m 30-07-2011 | Hitnotering: 30-10-2010 t/m 30-07-2011 | Hitnotering: 30-10-2010 t/m 30-07-2011 | Hitnotering: 30-10-2010 t/m 30-07-2011 | Hitnotering: 30-10-2010 t/m 30-07-2011 | Hitnotering: 30-10-2010 t/m 30-07-2011 | Hitnotering: 30-10-2010 t/m 30-07-2011 | Hitnotering: 30-10-2010 t/m 30-07-2011 | Hitnotering: 30-10-2010 t/m 30-07-2011 | Hitnotering: 30-10-2010 t/m 30-07-2011 | Hitnotering: 30-10-2010 t/m 30-07-2011 |
| Week:                                  | 1                                      | 2                                      | 3                                      | 4                                      | 5                                      | 6                                      | 7                                      | 8                                      | 9                                      | 10                                     | 11                                     | 12                                     | 13                                     | 14                                     | 15                                     | 16                                     | 17                                     | 18                                     | 19                                     | 20                                     | 21                                     |
| -------------------------------------- | -------------------------------------- | -------------------------------------- | -------------------------------------- | -------------------------------------- | -------------------------------------- | -------------------------------------- | -------------------------------------- | -------------------------------------- | -------------------------------------- | -------------------------------------- | -------------------------------------- | -------------------------------------- | -------------------------------------- | -------------------------------------- | -------------------------------------- | -------------------------------------- | -------------------------------------- | -------------------------------------- | -------------------------------------- | -------------------------------------- | -------------------------------------- |
| Positie:                               | 70                                     | 45                                     | 18                                     | 14                                     | 19                                     | 22                                     | 27                                     | 29                                     | 10                                     | 6                                      | 6                                      | 12                                     | 19                                     | 19                                     | 18                                     | 13                                     | 21                                     | 14                                     | 25                                     | 31                                     | 39                                     |
| Week:                                  | 22                                     | 23                                     | 24                                     | 25                                     | 26                                     | 27                                     | 28                                     | 29                                     | 30                                     | 31                                     | 32                                     | 33                                     | 34                                     | 35                                     | 36                                     | 37                                     | 38                                     | 39                                     | 40                                     |                                        |                                        |
| Positie:                               | 20                                     | 32                                     | 34                                     | 31                                     | 34                                     | 38                                     | 44                                     | 63                                     | 68                                     | 48                                     | 56                                     | 67                                     | 52                                     | 73                                     | 68                                     | 71                                     | 75                                     | 85                                     | 85                                     | uit                                    |                                        |

### VlaamseUltratop 50
| Hitnotering: 13-11-2010 t/m 26-03-2011 | Hitnotering: 13-11-2010 t/m 26-03-2011 | Hitnotering: 13-11-2010 t/m 26-03-2011 | Hitnotering: 13-11-2010 t/m 26-03-2011 | Hitnotering: 13-11-2010 t/m 26-03-2011 | Hitnotering: 13-11-2010 t/m 26-03-2011 | Hitnotering: 13-11-2010 t/m 26-03-2011 | Hitnotering: 13-11-2010 t/m 26-03-2011 | Hitnotering: 13-11-2010 t/m 26-03-2011 | Hitnotering: 13-11-2010 t/m 26-03-2011 | Hitnotering: 13-11-2010 t/m 26-03-2011 | Hitnotering: 13-11-2010 t/m 26-03-2011 | Hitnotering: 13-11-2010 t/m 26-03-2011 | Hitnotering: 13-11-2010 t/m 26-03-2011 | Hitnotering: 13-11-2010 t/m 26-03-2011 | Hitnotering: 13-11-2010 t/m 26-03-2011 | Hitnotering: 13-11-2010 t/m 26-03-2011 | Hitnotering: 13-11-2010 t/m 26-03-2011 | Hitnotering: 13-11-2010 t/m 26-03-2011 | Hitnotering: 13-11-2010 t/m 26-03-2011 | Hitnotering: 13-11-2010 t/m 26-03-2011 | Hitnotering: 13-11-2010 t/m 26-03-2011 |
| Week:                                  | 1                                      | 2                                      | 3                                      | 4                                      | 5                                      | 6                                      | 7                                      | 8                                      | 9                                      | 10                                     | 11                                     | 12                                     | 13                                     | 14                                     | 15                                     | 16                                     | 17                                     | 18                                     | 19                                     | 20                                     |                                        |
| -------------------------------------- | -------------------------------------- | -------------------------------------- | -------------------------------------- | -------------------------------------- | -------------------------------------- | -------------------------------------- | -------------------------------------- | -------------------------------------- | -------------------------------------- | -------------------------------------- | -------------------------------------- | -------------------------------------- | -------------------------------------- | -------------------------------------- | -------------------------------------- | -------------------------------------- | -------------------------------------- | -------------------------------------- | -------------------------------------- | -------------------------------------- | -------------------------------------- |
| Positie:                               | 32                                     | 21                                     | 14                                     | 12                                     | 11                                     | 10                                     | 13                                     | 10                                     | 6                                      | 5                                      | 10                                     | 15                                     | 21                                     | 27                                     | 37                                     | 36                                     | 45                                     | 37                                     | 47                                     | 31                                     | uit                                    |

### NPO Radio 2 Top 2000
| Nummer met noteringen in de NPO Radio 2 Top 2000 | '14  | '15  |
| ------------------------------------------------ | ---- | ---- |
| Firework                                         | 1484 | 1500 |

1. ↑  Een vetgedrukt getal geeft de hoogste notering aan.
2. ↑  2014 was het eerste jaar met een notering voor dit nummer.
3. ↑  Deze tabel is bijgewerkt tot en met de laatste editie (2024).